# Marius Bear
Pour les articles homonymes, voir Bear.
Marius Bear, de son vrai nom Marius Hügli, est un chanteur suisse né le 21 avril 1993 à Schlatt-Haslen, dans le canton d'Appenzell Rhodes-Intérieures.
Il représente la Suisse au Concours Eurovision de la chanson 2022 avec sa chanson Boys Do Cry.

## Biographie
Marius Hügli naît le 21 avril 1993 dans le Canton d'Appenzell Rhodes-Intérieures, en Suisse. Il découvre son talent musical lors de son service militaire pour l'armée suisse, en étant remarqué par l'un de ses camarades. Il fait des études en vue de devenir mécanicien de construction, qu'il abandonne en 2016, afin de se consacrer à la musique. Il part ainsi autour de la Suisse et de l'Allemagne, en tant que musicien de rue.
Lors d'un festival de musique, il rencontre un producteur qui l'invite à le rejoindre à New York. Il s'intègre alors rapidement à la scène musicale suisse de la ville.
En 2017, il part pendant un an étudier la production musicale à l'Institut britannique et irlandais de musique moderne (BIMM Institute).
L'année suivante sort son premier EP, intitulé Sanity, qui se classe à la trente-sixième position du Schweizer Hitparade.
En 2019 sort son premier album, intitulé Not Loud Enough. Cet album se classera au Schweizer Hitparade et atteindra la vingtième place. Il recevra, la même année, le Swiss Music Award de la catégorie "Best Talent",.
En 2020 et en 2021, Marius participe à plusieurs émissions télévisées, dont I Can See Your Voice (sur la chaîne allemande RTL) ou encore 1 gegen 100 (une émission spéciale de la version suisse alémanique de 1 contre 100, diffusée sur SRF 1),.

### À l'Eurovision 2022
Le 8 mars 2022, le télédiffuseur public SRG SSR annonce que Marius Bear est sélectionné pour représenter la Suisse au Concours Eurovision de la chanson 2022 qui se tient à Turin en Italie. Sa chanson Boys Do Cry sort le jour même.
Marius Bear participe à la première demi-finale, le mardi 11 mai 2022. Il finit 9e avec 118 points (11 du public et 107 des jurys) et est le premier qualifié pour la finale dans l'ordre de l'annonce des résultats. Lors de la finale, il passera en 5e position et finira 17e de la compétition avec 78 points, tous venant des jurys. Triste après son nul point des téléspectateurs, il a été consolé par le chanteur du Royaume-Uni Sam Ryder.

## Discographie

### Albums studio
- 2019 − Not Loud Enough
- 2022 − Boys Do Cry

### EPs
- 2018 − Sanity

### Singles
- 2017 – I'm a Man
- 2018 – Roots
- 2018 – Sanity
- 2018 – Remember Me
- 2019 – My Crown
- 2019 – Streets
- 2019 – Blood of My Heartbeat
- 2019 – Come What May
- 2019 – Not Loud Enough
- 2020 – Now or Never
- 2020 – I Wanna Dance with Somebody (Who Loves Me) (reprise de Whitney Houston)
- 2021 – High Notes
- 2021 – Heart on Your Doorstep
- 2021 – Waiting on the World to Change (avec Pat Burgener)
- 2021 – Roses
- 2021 – Evergreen
- 2022 – Boys Do Cry